# Сен Беноа сюр Лоар
Сен Беноа̀ сюр Лоа̀р (на френски: Saint-Benoît-sur-Loire) е село в централна Франция, част от департамента Лоаре на регион Център-Вал дьо Лоар. Населението му е около 2000 души (2021).
Разположено е на 100 метра надморска височина в Лоарската низина, на десния бряг на река Лоара и на 32 километра източно от Орлеан. Селището се формира около Фльорийския манастир, едно от главните бенедиктински абатства на Франция.